# Ryszard Krzywka
Ryszard Krzywka (ur. 7 sierpnia 1925 w Nowym Targu, zm. 25 stycznia 2009 w Toruniu) – polski artysta grafik.

## Życiorys
W 1947 roku ukończył Liceum Ogólnokształcące w Krynicy i podjął pracę nauczyciela w szkole w Powroźniku. Potem przeniósł się do Torunia, gdzie w 1948 roku rozpoczął studia na Wydziale Sztuk Pięknych Uniwersytetu Mikołaja Kopernika w Toruniu. W czasie studiów został zatrudniony jako zastępca asystenta w Katedrze Grafiki. Studia ukończył w 1953 roku, uzyskując dyplom w pracowni grafiki Jerzego Hoppena.
W latach 1966–1969 pełnił funkcje prodziekana, a w latach 1969–1972 i 1975–1981 dziekana Wydziału Sztuk Pięknych UMK. W latach 1965–1987 był kierownikiem Pracowni Wypukłodruku, a od 1979 do 1989 kierownikiem Zakładu Grafiki. W 1989 otrzymał tytuł profesora sztuk plastycznych.
Jedna z najważniejszych postaci Grupy Toruńskiej, skupiającej twórców z różnych dziedzin sztuki. Tworzył przede wszystkim oszczędne, zgeometryzowane prace w technice linorytu, wykonywał także ekslibrisy.
Był rzeczoznawcą do spraw grafiki i sztuki współczesnej, ekspertem ONZ do spraw plastyki, pracował nad organizacją kształcenia artystycznego (w tym na Kubie i w Mozambiku).
Pochowany na Cmentarzu św. Jerzego w Toruniu.